# Флаг Федеративных Штатов Микронезии
Государственный флаг Федеративных Штатов Микронезии (англ. Flag of the Federated States of Micronesia) — принят 30 ноября 1978 года Законом о флаге Конгресса Федеративных Штатов Микронезии. Данный закон был первым законодательным актом страны, которая в качестве «свободно ассоциированной с США территории» Каролинские острова приняла 10 мая 1979 конституцию.
Флаг Микронезии представляет собой полотнище голубого цвета с соотношением сторон 10:19, в центре которого изображены четыре белые пятиконечные звезды, вписанные в круг диаметром 4/5 от ширины флага. Диаметр каждой звезды составляет 1/5 от ширины флага. В соответствующем законе Микронезии специально указано, что пропорции флага могут быть нарушены, если он изображается в неофициальных целях. Голубой цвет флага символизирует Тихий океан, посреди которого разбросаны острова Микронезии, а четыре одинаковые звезды — это четыре штата страны, четыре составляющие бывшей подопечной территории ООН Тихоокеанские острова, которые в 1979 образовали федерацию: островные группы Яп, Косраэ, Понпеи и Чуук (Трук).
Следуя примеру США, законодательство ФШМ предусматривает наказание за умышленное повреждение или проявление пренебрежения (включая сожжение, расторжения или растаптывание) к государственному флагу или его репродукции. Наказание заключается в штрафе на сумму до 100 долларов США или тюремном заключении сроком до 6 месяцев. Запрещается и подъём иностранных флагов выше или на уровне государственного флага Микронезии, за единственным исключением — в случае подъёма флага ООН. На открытом воздухе поднимать флаг разрешается только в дневное время с соблюдением церемонии его подъёма.

Исторические флаги
Флаг ООН
(18 июля 1947 года — 19 августа 1965 года)
Флаг Подопечной территории Тихоокеанские острова (19 августа 1965 года — 30 ноября 1978 года)